# Élevage bovin en Suisse
 (juin 2017).
Si vous disposez d'ouvrages ou d'articles de référence ou si vous connaissez des sites web de qualité traitant du thème abordé ici, merci de compléter l'article en donnant les références utiles à sa vérifiabilité et en les liant à la section « Notes et références ».

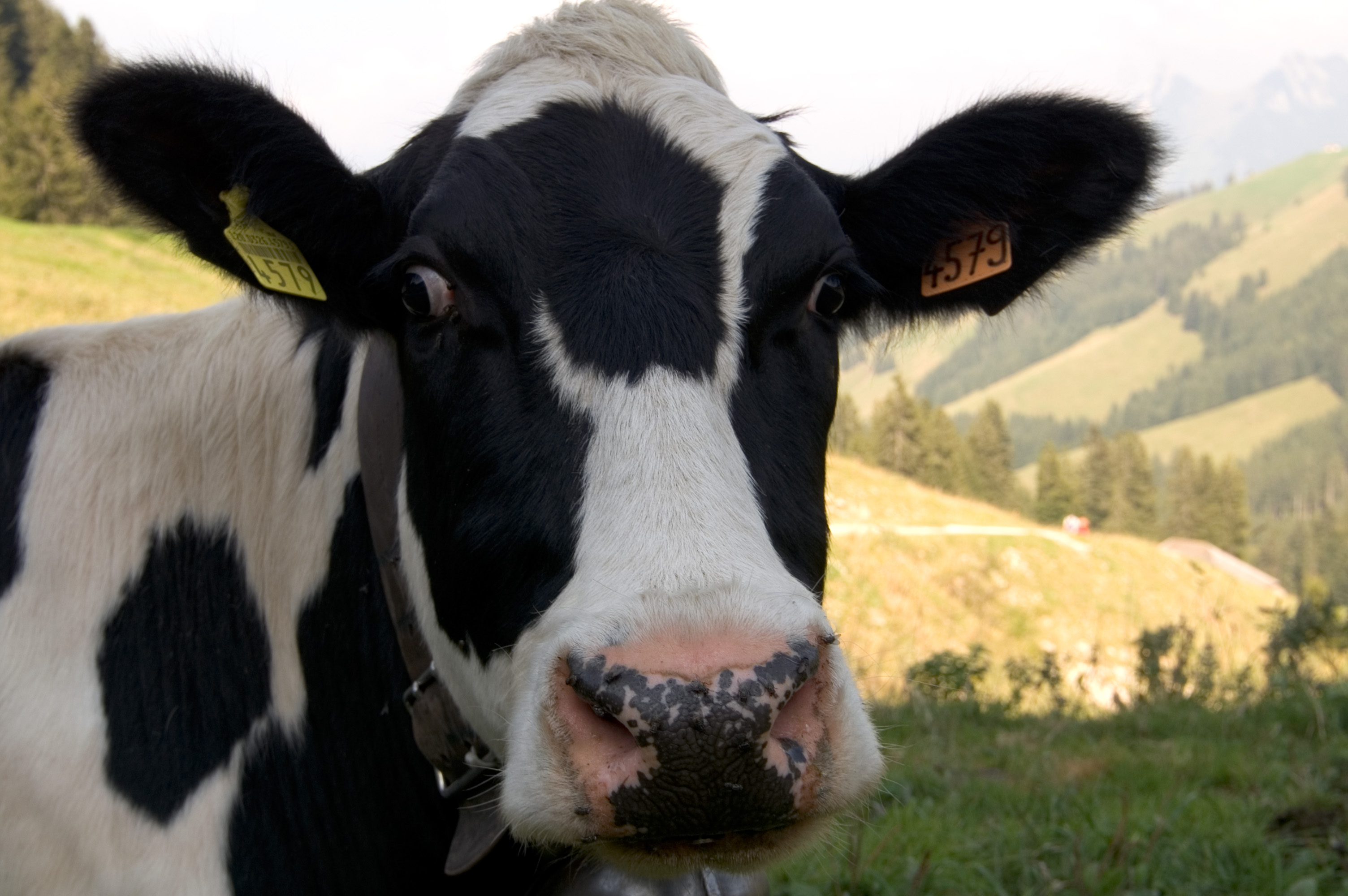
Vache holstein.

La Suisse est un pays d'élevage, lié à la prédominance de pâturages non cultivables : les alpages.

## Historique

### Origine

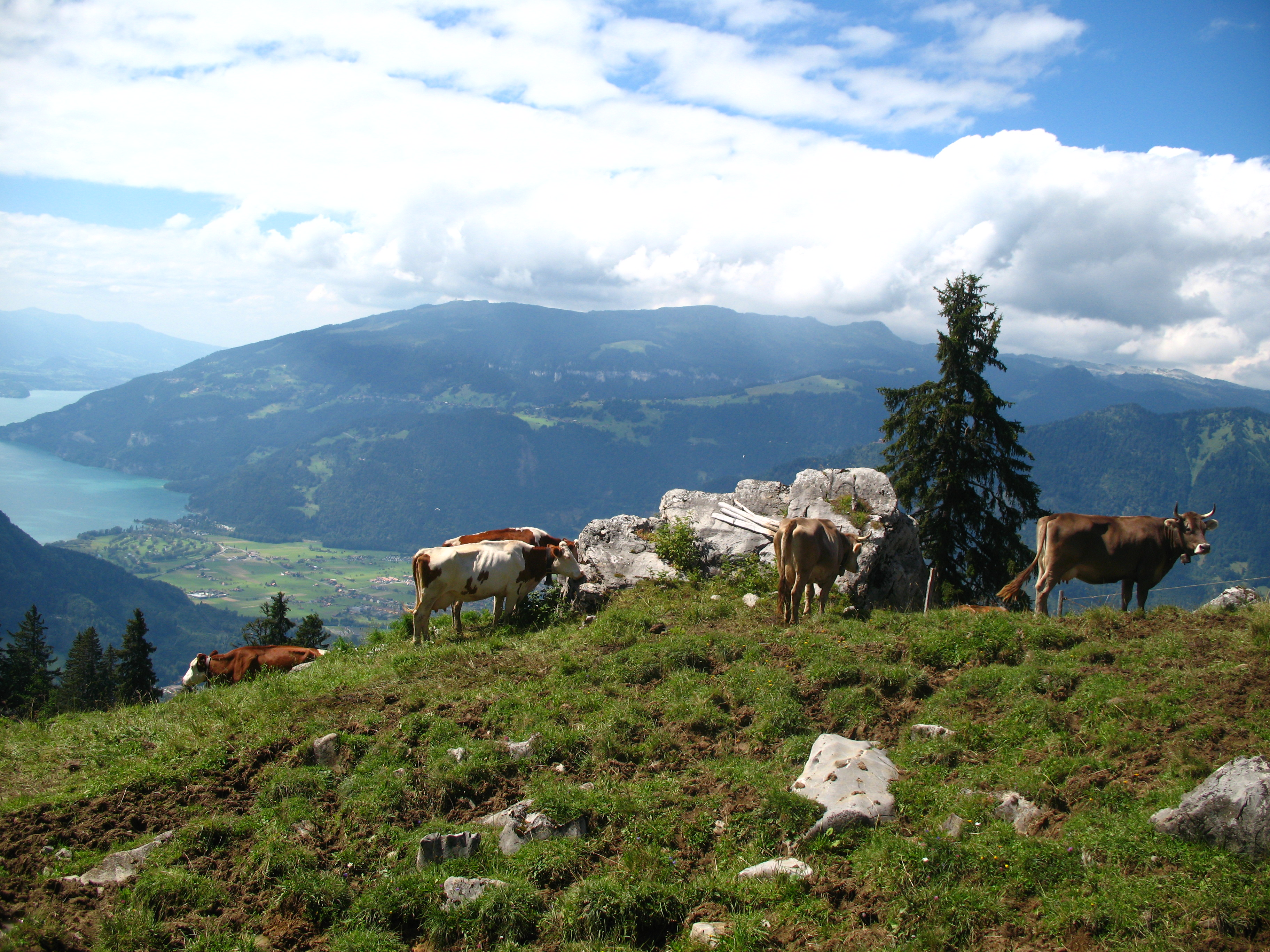
Le bétail vu de Schynige Platte Railway en Suisse.

Les traces de la présence de bovins en Suisse sont très anciennes. Une variante de l'aurochs est décrite localement : Bos brachyceros, une espèce de bovin de petite taille, aux cornes courtes et épaisses. Il est qualifié en Suisse de bœuf des marais, et on retrouve ses traces près des cités lacustres de l'Âge du bronze et de l'Âge du fer. La race Hérens (ou éringer pour les alémaniques) est très proche de cet ancêtre. Elle est incontestablement la race la plus rustique et la moins spécialisée. Sa ressemblance avec une race locale pie rouge l'évolène, peut laisser penser qu'elle serait une ancêtre du rameau pie rouge.
La population bovine actuelle résulte de deux origines principales :
- Rameau Pie rouge des Montagnes : L'essentiel des races de ce rameau provient de Suisse. La race simmental, née dans l'Oberland bernois et ayant subi une sélection menée depuis le Moyen Âge, a donné une certaine notoriété aux individus de cette origine. Leur réputation les a rapidement fait déborder de leur vallées. De nombreuses races se sont créées par sélection dans des régions au terroir différent. On compte aujourd'hui plus de 40 millions de vaches de ce rameau dans le monde. L'évolène, originaire du Valais, est une cousine plus proche du type originel.
- Rameau brun : ce rameau montre de nombreuses races sur tout le pourtour de la mer Méditerranée. Mais les traces d'élevage en Suisse très anciennes permettent de penser que la domestication de ce rameau pourrait avoir eu lieu dans l'est des Alpes et le nord des Balkans.

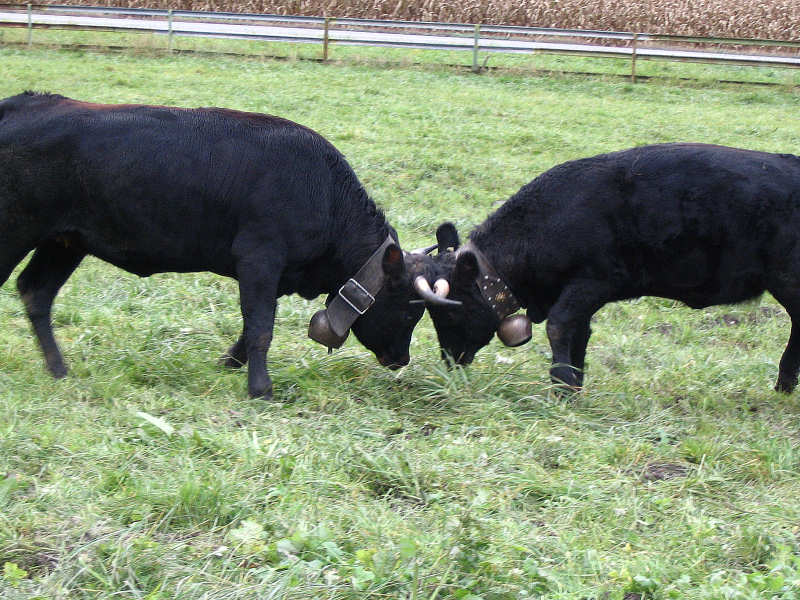
Deux vaches d'Hérens en plein combat de reines.
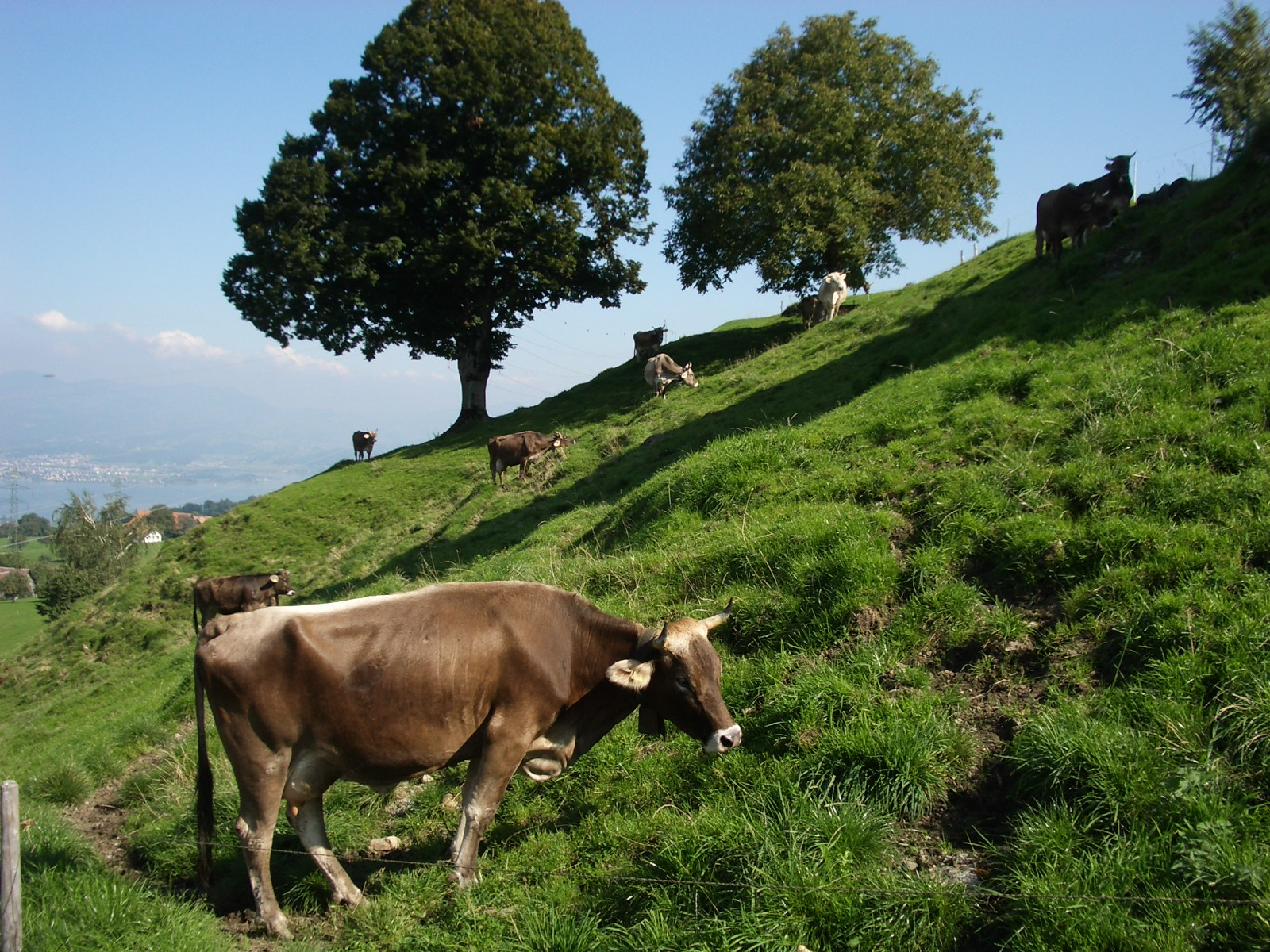
Braunvieh sur l'alpage de Feusisberg.
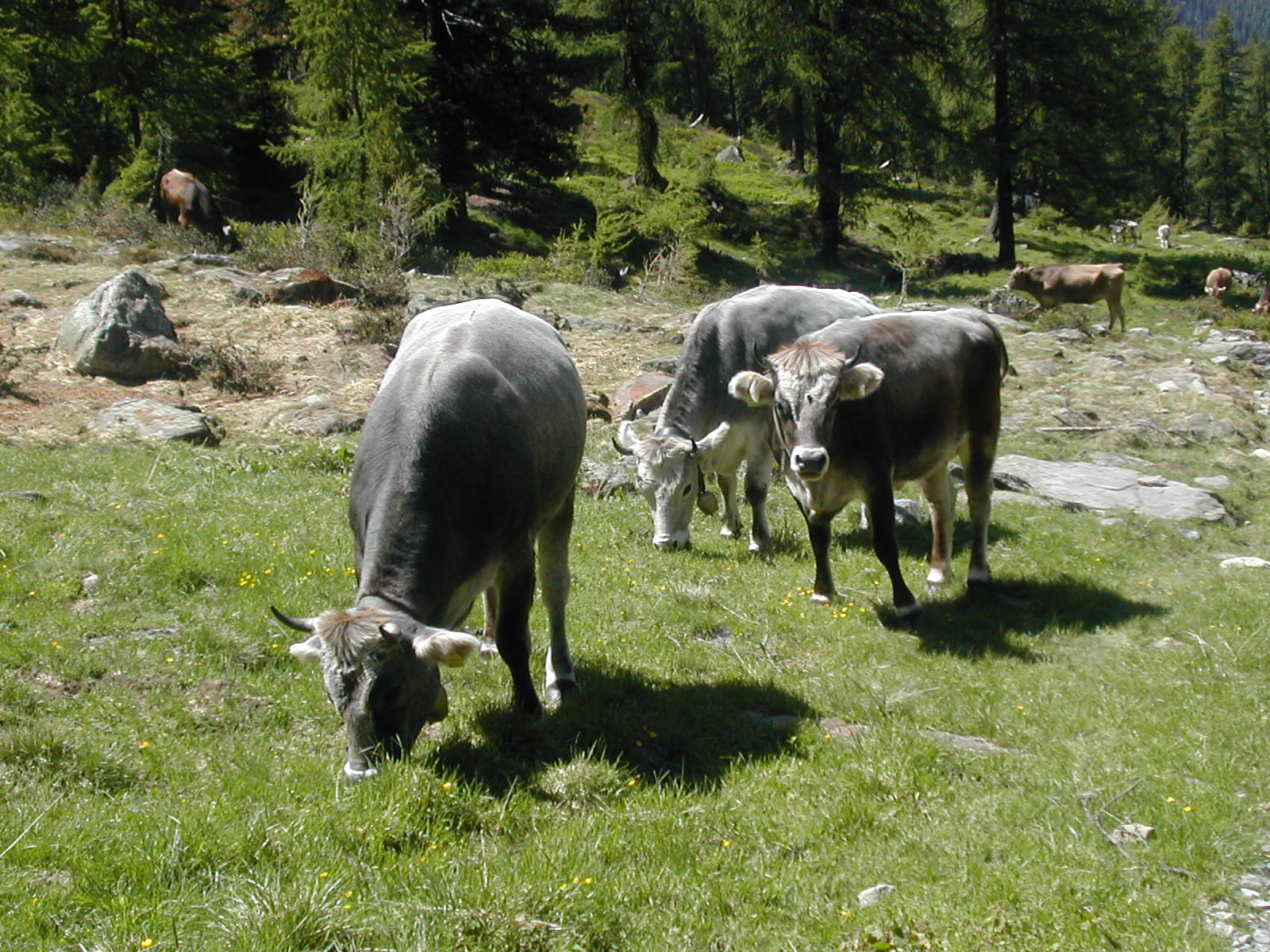
Rätisches grauvieh à l'alpage.

### Élevage traditionnel
Pendant l'Antiquité, les Romains connaissaient déjà la fabrication des fromages à pâte pressée. Des échanges de bétails ont eu lieu à l'époque, ne serait-ce qu'avec les bœufs de trait. Les Romains ont aussi apporté leur savoir-faire en matière de sélection. L'essaimage de la brune des Alpes date de cette époque (introduction en Corse, Sardaigne, Sicile, Baléares…).
Les grands mouvements de populations à la fin de l'Empire romain ont provoqué un brassage des races. Ensuite chaque vallée a développé son cheptel à partir d'une base commune et créé une grande variabilité génétique. La géographie suisse n'autorise les cultures que sur une surface limitée, aussi l'immense potentiel des alpages en a tôt fait une région d'élevage. 

### Création des races
Certaines régions ont sélectionné des races hautement productives par leur travail sur les reproducteurs, souvent sous l'impulsion d'un seigneur "éclairé" ou d'un monastère prospère. Ces vallées ont ensuite pu vendre leurs reproducteurs lors de foires, aux éleveurs soucieux d'améliorer leur productivité. Les registres généalogiques (herd-book) sont créés au XIXe siècle.
Il existe une ligne nord-sud qui discrimine deux zones par leurs coutumes païennes, certaines de leurs bases juridiques, leurs cartes à jouer en allemand ou en français, et les races brunes et simmental. Ainsi, la pie rouge serait une race de l'ouest de la Suisse, Oberland bernois, Jura, canton du Valais… et la brune, une race de l’est : Alpes rhétiques, et ce, depuis l'époque celte.

### Disparition de race
La hausse de la productivité va condamner les races sélectionnées sur leur capacité de travail. Les races d'alpage tirent leur épingle du jeu, grâce à la valorisation de leur produit phare, le fromage, mais les races laitières en zone peu montagneuses supportent de moins en moins bien la concurrence des races hollandaises. La fribourgeoise, bonne laitière, subit une tentative malheureuse de conversion en vache mixte lait-viande dans les années 1930-1950 : un taureau diffuse une tare létale pour des veaux et la mixité fait perdre des qualités laitières. L'usage de semence de Holstein française et allemande, puis de Holstein canadienne modifie profondément le cheptel. Dans les années 1970-1990, les dernières fribourgeoises donnent naissance à des veaux métis et depuis 1990, les vaches pie noires suisses sont des holsteins, même si, par abus de langage, elles sont souvent nommées fribourgeoises.
Sur les races pie rouge, de la semence de red holstein et de Meuse-Rhin-Yssel est utilisée, transformant l'aspect des vaches. Du côté de la brune, de la semence de brown swiss, race hautement sélectionnée de la brune venue d'Amérique du Nord modifie aussi la population. Des groupes d'éleveurs refusent ces infusions exogènes et se sont fédérés pour maintenir un noyau pure race ancienne. Il n'est pas impossible, dans un avenir proche de voir les registres généalogiques se scinder entre population originelle et race transformée.

## Élevage actuel
Les fromages AOP sont l'une des principales exportations de l'agriculture suisse.
Les races suisses ont conquis le monde et ont subi des sélections qui en ont fait des races très productives. L'exemple le plus frappant en est la brown swiss américaine issue de la brune. Elle est devenue une race laitière à haute performance, avec une production de lait importante et une mamelle très développée. De la semence américaine a été introduite pour augmenter l'efficacité de l'élevage suisse. De la semence de red holstein et de MRY a aussi permis de développer la productivité des élevages de simmental. Face à cette évolution, des éleveurs ont refusé ces apports et se sont fédérés en association d'éleveurs de race originelle. Ils représentent des effectifs faibles. À terme, des registres généalogiques distincts ne sont pas à exclure.
Afin d'optimiser les qualités de mère de la simmental, des taureaux de races bouchères ont servi à faire des croisements. La simmental vêle aisément, nourrit bien son veau et le père ajoute un supplément de vitesse de croissance et de conformation de carcasse.

## Races

### Races autochtones
| Race            | Photo | Production           | Homonymes                 | Régions                                                                             | Remarques                                         |
| --------------- | --- | -------------------- | ------------------------- | ----------------------------------------------------------------------------------- | ------------------------------------------------- |
| Braunvieh       | Photo couleur d'une vache brune. Elle est écornée et a un mufle noir cerclé de blanc. Ses oreilles sont velues.                                                                        | Laitière             | Brune                     | Est du pays                                                                         | Appartient au rameau brun                         |
| Évolène         | photo couleur d'une vache pie. Elle est rouge avec le ventre, les pattes, la ligner dorsale et une étoile blanc. Les cornes courtes sont en croissant. La vache est musclée et trapue. | Mixte                | Évolénarde, evolener, EVZ | Canton du Valais                                                                    | Cousine de l'hérens                               |
| Herens          | Photo d'une vache entièrement noire. Elle a un cou trapu et des pattes musclées. | Bouchère et Lutteuse | Eringer                   | Canton du Valais                                                                    |                                                   |
| Fribourgeoise   | gravure couleur d'une vache pie noir à cornage en croissant court et allure musclée et mamelle bien développée.                                                                        | Mixte                |                           | Canton de Fribourg                                                                  | Race disparue absorbée par la Holstein            |
| Grise rhétique  | Vahe gris souris à flancs plus clair, gris argent. Le mufle noir est cerclé de blanc. La mamelle est bien développée.                                                                  | Mixte                | Rätisches grauvieh        | Grisons                                                                             | Cousine ancienne de la braunvieh                  |
| Simmental       | Photo couleur d'une vache pie rouge. La tête, le ventre et les pattes sont blanc et le cornage court et tourné vers l'arrière. La morphologie est trapue avec une mamelle développée.  | Mixte                |                           | Ouest du pays                                                                       | Appartient au rameau Pie rouge des Montagnes.     |
| Swiss Fleckvieh | Photo couleur d'une vache pie rouge à mamelle développée. Sa morphologie montre une charpente et une musculature fine.                                                                 | Laitière             |                           | Principalement canton de Berne, forte propagation à l'ouest et au nord de la Suisse | 1/3 de sang simmental et 2/3 de sang red holstein |

### Races exogènes
| Race         | Photo | Production | Homonymes | Régions              | Remarques                                    |
| ------------ | --- | ---------- | --------- | -------------------- | -------------------------------------------- |
| Angus        | Photo couleur d'une vache noire trapue sans cornes et à poils bouclés sur la tête.                                         | Bouchère   |           |                      | Importée du Royaume-Uni                      |
| charolaise   | Photo couleur d'une vache blanche à musculature développée et courtes cornes en croissant vers le bas.                     | Bouchère   |           |                      | Importée de France                           |
| Hinterwälder | Vache pie rouge à pattes courtes et musclée.                                                                               | Mixte      |           | Importée d'Allemagne | Appartient au rameau Pie rouge des Montagnes |
| holstein     | Photo couleur d'une vache pie noir sans cornes, à charpente et musculature fine et mamelle développée.                     | Laitière   |           |                      | Importée de différents pays                  |
| Limousine    | Photo couleur d'un taureau rouge à tour des yeux et du mufle clair. La morphologie est très musclée sur une ossature fine. | Bouchère   |           |                      | Importée de France                           |
| MRY          | Photo couleur d'une vache pie rouge à ventre, pattes et tête blancs. Elle a une mamelle développée.                        | Laitière   |           |                      | Importée d'Allemagne et des Pays-Bas         |
| Red holstein | Photo couleur d'une vache pie rouge à stature fine et mamelle développée.                                                  | Laitière   |           |                      | Importée de différents pays                  |

## Aspect culturel
Depuis le XVIIIe siècle, des peintures de troupeaux bovins ornent des maisons d'éleveurs. Ces décorations portent le nom de poya. Elles représentent des troupeaux, lors de leur montée à l'alpage ou dans les pâturages. Elles reflètent bien la diversité des robes à l'époque de leur réalisation.